# Chrysotrichia coodei
Chrysotrichia coodei is een schietmot uit de familie Hydroptilidae. De soort komt voor in het Oriëntaals gebied.